# Moral de Hornuez
Moral de Hornuez es un municipio y localidad española de la provincia de Segovia, en la comunidad autónoma de Castilla y León. Cuenta con una población de 40 habitantes (INE 2024).

## Geografía
| Noroeste: Villaverde de Montejo | Norte: Valdevacas de Montejo                      | Noreste: Maderuelo               |
| Oeste: Carabias                 |                                                   | Este: Campo de San Pedro         |
| Suroeste: Carabias              | Sur: Cilleruelo de San Mamés, Cedillo de la Torre | Sureste: Cilleruelo de San Mamés |

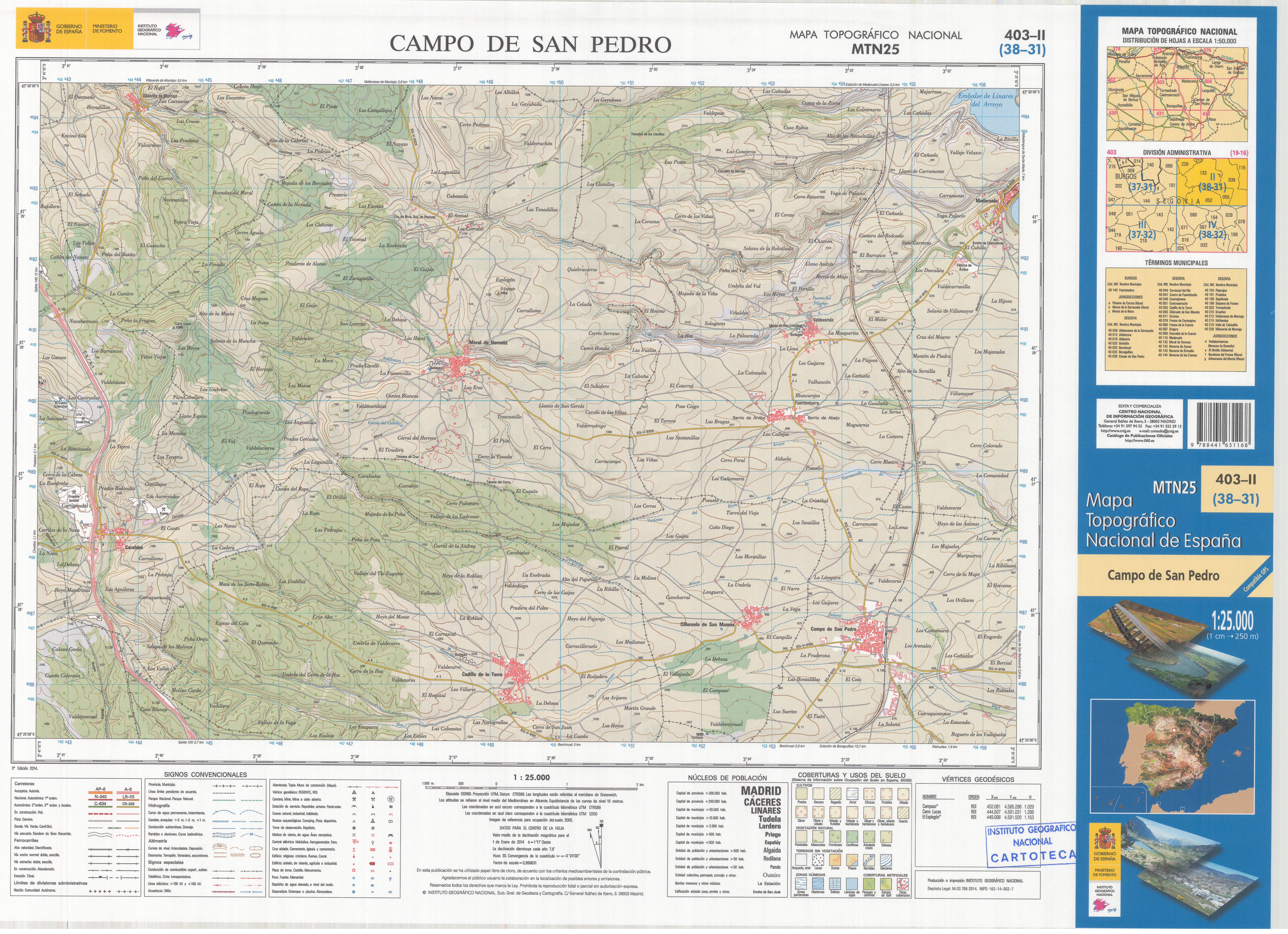
Fragmento de la hoja 403 del Mapa Topográfico Nacional (2014) en el que se representa Moral de Hornuez

Situado en el centro de una circunferencia equidistante unos 24 km de pueblos importantes de la zona como Sepúlveda, Riaza o Aranda de Duero, a él se accede por la carretera SG-V-9322; por el sur desde Fuentemizarra o por el norte desde Valdevacas, tras cruzar el arroyo Valdemiro

## Historia
La primera manifestación escrita de la existencia de Moral de Hornuez es del siglo XIII, al comenzar la leyenda de la Virgen de Hornuez.
En 1568, Moral aparece citada en el colegio mayor de San Ildefonso de Alcalá de Henares como origen de un alumno.
En datos reales aparece El Moral en el censo de la Corona de Castilla de 1591. Situado en el Vecindario de Segovia, pertenecía a la Tierra de Maderuelo. Contaba con 58 vecinos, de los cuales 56 eran pecheros y 2 clérigos. Los lugares de Tamarón (despoblado) y La Nava (2 vecinos), aparecen independientes, siendo incorporados más tarde. 
La siguiente manifestación es de 1787.

El Moral aparece como Villa, con la autoridad de Alcalde Ordinario de Señorío, jurisdicción de Señorío Secular, intendencia segoviana. Tenía 311 habitantes (162 hombres y 142 mujeres), distribuidos así: 1 cura, 1 sacristán, 1 hidalgo, 26 labradores, 6 artesanos, 8 criados, 1 demandante y 267 mujeres o sin puesto de empleo.
Censo de Floridablanca de 1787, pág. 480

En el diccionario de Sebastián Miñano (1827) figura:

MORAL (EL), V.S. de España, provincia de Burgos, partido de Aranda de Duero, juridiccion de Maderuelo. A.O., 65 vecinos, 264 habitantes, 1 parroquia. Sit. á orillas del arroyo Caravias que desagua en el rio Riaza, lindando con los pueb. de Caravias y Maderuelo. Produce granos, legumbres, pastos y ganados. Dista 18 leguas de la capital. Contribuye 3,326 rs. 24 mrs. Drec. enag. 419 rs. 15 mrs.

La pertenencia a la provincia de Burgos se debió a un intento de reforma de los límites provinciales tras la invasión francesa.
(Véase Historia de la organización territorial de España)
En 1918 aparece definido como:

Municipio de 272 edificios y 448 habitantes. Formado por la villa de su nombre y 148 casas en pequeños grupos o diseminadas. Corresponde a la provincia y diócesis de Segovia, partido judicial de Riaza. Terreno generalmente llano; cereales, legumbres y patatas; ganado.
Enciclopedia Espasa Calpe, 1918

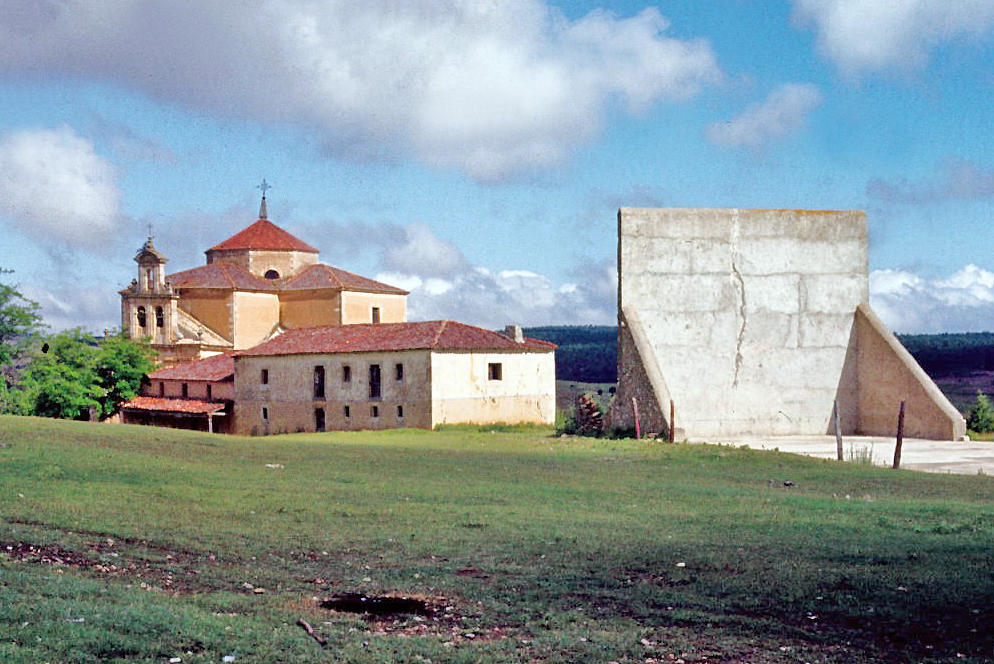
Moral de Hornuez en la década de 1970

En la década de 1960 llegó a su máximo esplendor, con 560 habitantes. Estuvo integrada en la comunidad de villa y tierra de Maderuelo.

## Demografía
Cuenta con una población de 40 habitantes (INE 2024).
| Gráfica de evolución demográfica de Moral de Hornuez entre 1842 y 2021 |
| |
| Población de derecho según los censos de población del INE Población de hecho según los censos de población del INEEn estos censos se denominaba Moral: 1842, 1857, 1860, 1877, 1887, 1897, 1900, 1910, 1920, 1930, 1940 y 1950 |

## Administración y política
| Periodo   | Nombre                            | Partido | Partido   |
| --------- | --------------------------------- | ------- | --------- |
| 1979-1983 | Fructuoso Martín Castro           |         | UCD       |
| 1983-1987 | Eugenio García de la Fuente       |         | AP-PDP-UL |
| 1987-1991 | Melchor Gutiérrez Gimeno          |         | PDP       |
| 1991-1995 | Melchor Gutiérrez Gimeno          |         | PP        |
| 1995-1999 | Melchor Gutiérrez Gimeno          |         | PP        |
| 1999-2003 | Juan Manuel de la Cruz de la Cruz |         | PP        |
| 2003-2007 | Juan Manuel de la Cruz de la Cruz |         | PP        |
| 2007-2011 | Juan Manuel de la Cruz de la Cruz |         | PP        |
| 2011-2015 | Clemente del Cura González        |         | PP        |
| 2015-2019 | Clemente del Cura González        |         | PP        |
| 2019-2023 | Alejandro de la Hoz Águeda        |         | PSOE      |
| 2023-act. | Alejandro de la Hoz Águeda        |         | PSOE      |

Elecciones a la Diputación Provincial
El municipio pertenece al distrito electoral del partido judicial de Riaza en la Diputación Provincial de Segovia.

## Cultura

### Patrimonio

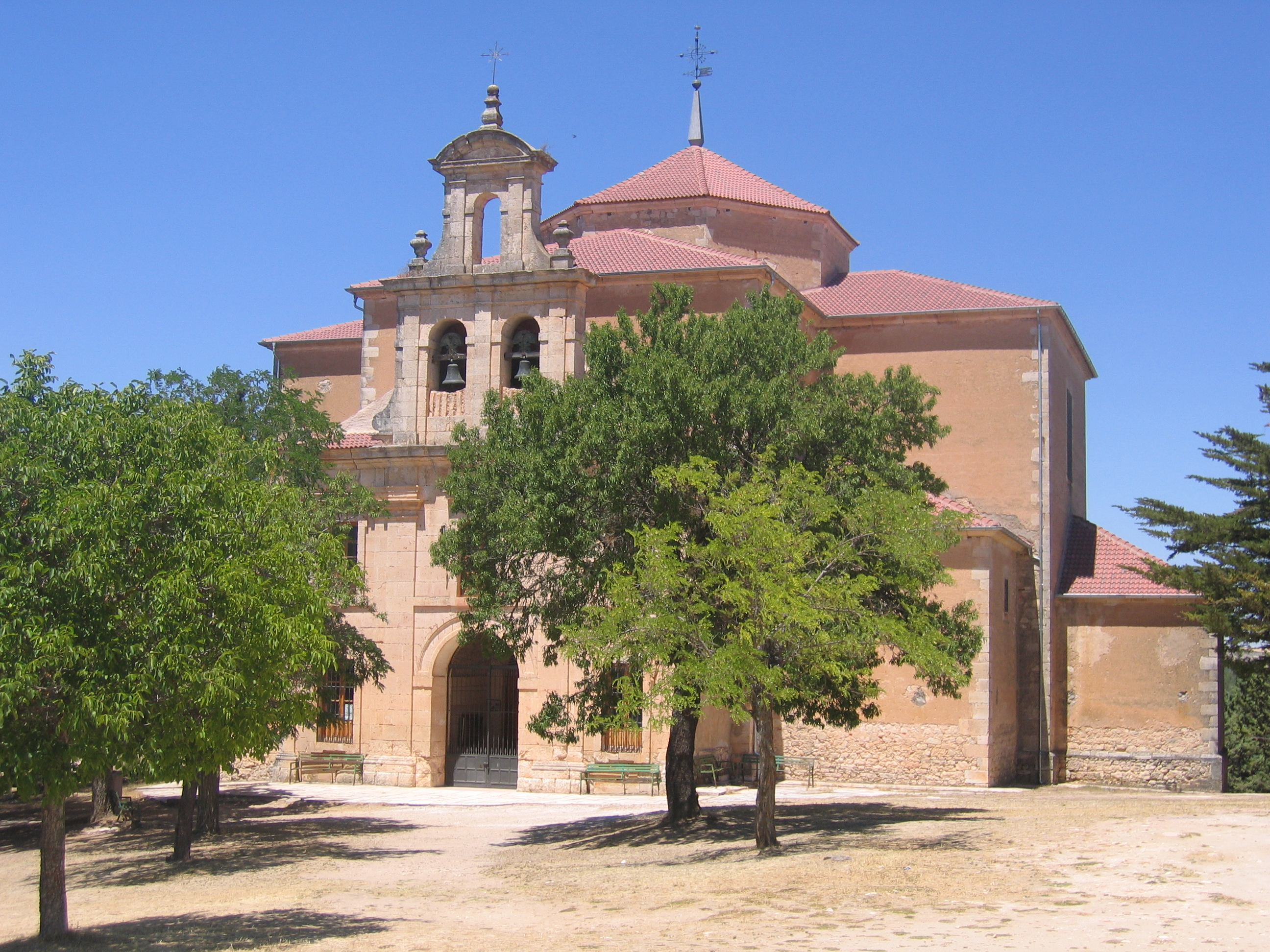
Santuario de la Virgen

El santuario de la Virgen del Milagro de Hornuez está situado a unos 2 km al norte de la localidad. La ermita tiene planta de cruz latina y fue edificada en el mismo lugar donde, según cuenta la tradición, en 1246 unos pastores trashumantes que trataban de encender una hoguera quedaron deslumbrados con la luz que emanaba de la imagen de la Virgen que se les apareció. Tanto los habitantes de Moral como los de Maderuelo trataron de llevarla a sus localidades, pero la imagen regresaba a este lugar. En el archivo parroquial de Segovia se encuentra el acta judicial de fecha 19 de junio de 1697 en la que se atestigua por diez testigos y reconoce como cierta la «tradición antiquísima de la Virgen de Hornuez». Aquella imagen primitiva se quemó en un incendio ocurrido el 3 de octubre de 1913 y en la actualidad se encuentra otra esculpida ese mismo año. Se trata de una Virgen con el Niño Jesús en el brazo izquierdo y un cetro en la mano derecha. La ermita se asienta una pradera entre sabinas milenarias que se encuentra acondicionada como parque recreativo, con columpios, barbacoas, fuentes de agua, bar y frontón. Está considerada bien de interés cultural. Todas las actividades referentes a esta ermita y su devoción son llevadas a cabo por la «cofradía de la Virgen del Milagro de Hornuez», de tradición milenaria y actualmente formada por más de mil cofrades, moraliegos principalmente.[cita requerida]

### Fiestas
Fiesta mayor y romería el último domingo de mayo, cuando son tradicionales la procesión y jota en honor a la Virgen María, y fiesta el segundo domingo de septiembre. Además son características las bodegas, donde todavía se hace el vino de manera tradicional.

### Gastronomía
La gastronomía local se basa principalmente en la carne de cordero, elaborada en todas sus variedades —asado, guisado, etc— que se acompaña de vino casero. Es tradicional el «Chupo» que se toma en las bodegas acompañado con crema de queso.